# Magdeburgische Zeitung
Die Magdeburgische Zeitung war bis 1944 die älteste deutschsprachige Zeitung, sie erschien 1664 bis 1944 ununterbrochen in Magdeburg.

## Geschichte
Die Gründung erfolgte 1664 im Haus Zum Lindwurm. In diesem Jahr war im Lindwurm eine Kombination aus Postmeisterei und Buchhandel entstanden, aus der die Zeitung hervorging. Erster Verleger war der Postmeister Jobst Böckmann, erster Schriftleiter der Buchhändler Jacob Ficke. Als Drucker war Johann Müller in der Dreienbrezelstraße 13 tätig.
Die Zeitung wurde vom Verlag der Faberschen Buchdruckerei in Magdeburg herausgegeben. Am 1. Juli 1846 übernahm Gustav Faber die Leitung der Druckerei von seinem Oheim Friedrich Heinrich August Faber. Er verlegte den Sitz in den Breiten Weg und schaffte zum Druck eine Schnellpresse nach dem System von Karl Bernhard König. 1872 übernahmen die Söhne Alexander und Robert Faber
das Unternehmen. Etwa zeitgleich wechselte auch die Chefredaktion von G. Wandel zu Wilhelm Splittgerber. Die Berichterstattung über Politik und Wirtschaft wurde deutlich ausgeweitet. Das Maschinenhaus der Zeitung wurde umgebaut und zwei neue vierfach und zwei größere Doppeldruckmaschinen aufgebaut. Mit Beginn des Jahres 1873 wurde das Format der Zeitung hin zum Halbtimesformat mit drei Spalten vergrößert und ein Feuilleton unter dem Strich eingeführt.
Im kaiserlichen Deutschland war die Zeitung nationalliberal ausgerichtet. Montags enthielt die Zeitung seit 1849 als Beilage die »Blätter für Handel, Gewerbe und soziales Leben«, die seit 1873 im Großquartformat erschien. Ihre Verbreitungsgebiete waren die Provinzen Sachsen, Anhalt, Thüringen und Braunschweig. Anfangs hieß sie »Wöchentliche Zeitungen«. Den jetzigen Titel nahm sie in der ersten Hälfte des 18. Jahrhunderts an. In der Weimarer Republik wurde die Magdeburgische Zeitung von Robert Faber, Gustav Faber und Anton Kirchrath herausgegeben. Auf Anregung von Robert Faber veröffentlichte die Magdeburgische Zeitung ab Anfang 1924 als erste große deutsche Tageszeitung Karikaturen in ihrem redaktionellen Teil. Sie stammten zunächst von Werner Hahmann und wurden auch von internationalen Zeitungen übernommen. 
Unter dem späteren Herausgeber Henning Faber stand die Zeitung inhaltlich der Deutschen Volkspartei nahe.
Am 1. September 1944 wurde sie mit der NS-Zeitung „Der Mitteldeutsche – Neues Magdeburger Tageblatt“ zusammengelegt. Nach dem Ende des Zweiten Weltkrieges versuchte Fritz Faber, ein Nachkomme der Gründer der Zeitung aus dem 17. Jahrhundert (seit dem 18. Jahrhundert gehörte die Zeitung der Familie Faber), ein Relaunch der Zeitung in Speyer, quasi als „Exilblatt“ von DDR-Flüchtlingen. Allerdings musste auch diese ihr Erscheinen 1956 einstellen.
Von der deutschen Wiedervereinigung bis Ende 2005 führte die Zeitung Volksstimme, die vor 1933 der SPD und von 1946 bis 1990 der SED gehört hatte und sich seit der Einheit 1990 im Besitz der Bauer Verlagsgruppe befindet, den Untertitel „Magdeburgische Zeitung“.

## Prominente Mitarbeiter
- Marieluise Fleißer
- Erich Everth
- Ernst von Niebelschütz
- Georg Dertinger (1923–1925, Berliner Redaktion der Magdeburgischen Zeitung, 1925 Zentralredaktion Magdeburg)
- Karl Meyer, von 1923 bis 1925 Volontär
- Wolf von Niebelschütz (1913–1960)
- Friedrich Schrader (1865–1922), bis 1918 Korrespondent in Konstantinopel, Abiturient des Domgymnasium Magdeburg
- Karl Andreas Voß
- Robert Platow
- Gerhard F. Hering